# Angel-A
Angel-A és una pel·lícula francesa de 2005 dirigida per Luc Besson. Es tracta d'una comèdia romàntica protagonitzada per Jamel Debbouze i Rie Rasmussen.
El film està rodat en blanc i negre, com el seu primer llargmetratge Le dernier combat (1983). Besson explica que «la pel·lícula no podia ser en color. L'elecció del blanc i negre s'uneix a la de la música. Hi ha un romanticisme i una màgia a Angel-A que demana aquest tractament. És un ambient que filtra una mica les coses, que les canvia. La pel·lícula és una realitat desconeguda. Sobre l'amor».
La banda sonora està composta per la noruega Anja Garbarek. Aquesta fou la primera pel·lícula de Luc Besson per a la qual Éric Serra no en va compondre la música.
Angel-A s'ha comparat amb la pel·lícula humanista Que bonic que és viure i Lady for a Day de Frank Capra.

## Argument
André Moussah, un home de 28 anys d'origen marroquí però amb ciutadania estatunidenca, torna a París amb l'esperança de guanyar diners de manera fàcil, però deixant enrere una vida dedicada al crim i començant de nou com un honest i corrent ciutadà estatunidenc. No obstant això, està força endeutat i els seus usurers li donen 24 hores per aconseguir els 20.000 euros que necessita per saldar els seus deutes i evitar que acabin amb ell.
En adonar-se que no podrà aconseguir tants diners en tan poc temps, decideix saltar del pont Alexandre III al riu Sena i posar fi a la seva «desgraciada» vida. Aleshores, s'adona que no està sol en la seva fatal decisió. Al seu costat hi ha una bella i misteriosa dona que també té la intenció de saltar. André intenta convèncer-la que no es llenci, ja que és atractiva i encara li queda molt per viure. A l'escoltar-lo la dona salta del pont i André, instintivament, va darrere al seu rescat. Amb esforç, aconsegueix treure-la de les turbulentes aigües i fer-li recuperar el coneixement.
L'enigmàtica dona es presenta amb el nom d'Angela. Agraïda, li diu a André que farà tot el que estigui al seu abast per ajudar-lo i es converteix en la seva companyia, malgrat les negatives inicials d'André. A mesura que Angela l'ajuda a resoldre els seus problemes econòmics, André s'adona de la seva ingènua forma d'enfangar-se en negocis fraudulents, i que la seva lluita no només és contra els seus creditors, sinó també contra la seva visió, actitud i valor cap als altres, i amb si mateix.

## Crítiques
Jean-Luc Wachtausen va escriure a Le Figaroscope que és una pel·lícula «clàssica i molt senzilla en la seva forma però profunda» amb un «París d'estiu magnífic». L'Humanité, la va considerar «un conte de Nadal amb un escenari una mica mandrós que sovint substitueix l'acció per paraules». Hervé Aubron, de Cahiers du cinéma, comparà la pel·lícula amb Amélie, però «sense colors i sense gags».
A Le Monde, Jacques Mandelbaum considerà la pel·lícula «xerrameca» i assenyalà «l'escenari vacil·lant, la falsa post-sincronització, els moviments superflus de l'aparell i els personatges sense credibilitat». Antoine de Baecque de Libération escrigué: “Angel-A és senzillament una pel·lícula estúpida. És una absurditat pretensiosa, com si fer pel·lícules suposés acumular belles imatges».